# Kurzschwanzbussard
Der Kurzschwanzbussard (Buteo brachyurus) ist ein Greifvogel aus der Familie der Habichtartigen (Accipitridae).
Der Weißkehlbussard (Buteo albigula) wurde früher als Unterart (Ssp.) des Kurzschwanzbussards angesehen.

Verbreitungsgebiet

Er kommt in Mittelamerika einschließlich Mexiko und in Südamerika bis einschließlich Brasilien vor.
Der Lebensraum umfasst halboffene, baumbestandene Savanne, Bauminseln in Wassernähe, Bruch mit Zypressen und Mangroven bis 1400, meist unterhalb von 760 m über dem Meeresspiegel.

## Merkmale
Die Art ist 39 bis 44 cm groß, die Flügelspannweite liegt zwischen 83 und 103 cm. Die Oberseite ist sehr dunkel, fast schwarz, der Kopf und die Wangen sind dunkelbraun. Der Schwanz ist kurz, rechteckig, dunkelgrau und dunkel gebändert mit hellgrauer Spitze, die Flügelspitzen erreichen die Schwanzspitze. Die Unterseite von der Kehle bis zu den Beinen ist weißlich und ohne Markierungen mit Ausnahme einer feinen rötlich-bräunlichen Strichelung an der vorderen Brustseite, der Unterschwanz grau, die Füße sind dunkelgelb.
Eine seltene dunkle Morphe ist fast durchgehend schwärzlich bis auf Füße, Wachshaut und Schnabelbasis.
Der Schnabel ist schwarz mit bläulich-schwarzer Basis, die Wachshaut ist gelb oder grünlich-gelb. Die Iris ist dunkelbraun, zumindest in der Population in Florida. Die Füße sind gelblich.
Die Geschlechter unterscheiden sich nicht, außer dass die Weibchen größer und schwerer sind.
Jungvögel unterscheiden sich hauptsächlich durch Länge und Aussehen des Schwanzes, der länger ist und mehr Binden aufweist.
Meist sieht man die Art kreisen, gerne in großen Höhen und mitunter zusammen mit anderen Greifvögeln. Im Flug zeigen sich zwei schmale dunkle kommaartige Formationen am Karpalfleck, Hand- und Fingerfedern sind hell, der Flügelrand ist hell und deutlich gebändert. Charakteristisch sind die langen, breiten Flügel mit angehobenen Fingerspitzen.
Hauptunterscheidungsmerkmal ist das Jagdverhalten in der Luft: der Bussard stellt sich gegen den Wind, gleitet mit gespreizten Flügeln sekundenlang und sucht den Erdboden ab. Dann stürzt er sich nahezu senkrecht auf die Beute.

## Geografische Variation
Es werden folgende Unterarten anerkannt:.
- B. b. fuliginosus P. L. Sclater, 1858[6], – Süden Floridas, Mexiko bis Panama, brauner, weniger deutliches Schwarz, häufig rotbraune Färbung seitlich an Nacken und Brust
- B. b. brachyurus Vieillot, 1816[7], Nominatform, – Südamerika (Bolivien, Paraguay und Norden Argentiniens sowie Brasilien)

## Stimme
Der Ruf wird als „keeeea“, als „keee“ in Nestnähe oder als „Squeee“ vor oder während einer Partnerinteraktion beschrieben oder als langsames abfallendes Pfeifen.

## Lebensweise
Die Nahrung besteht aus kleinen Vögeln, seltener aus kleinen Nagetieren, Echsen oder Schlangen. Die Jagd erfolgt überwiegend aus kreisenden Suchflügen, die mitunter einen Großteil des Tages durchgeführt werden.
Die Brutzeit liegt in Florida zwischen Anfang Februar und Ende März. Regelmäßig werden verschiedene Nester begonnen, dann eines fertiggestellt, auch auf alten Nestern.

## Gefährdungssituation
Die Art gilt als nicht gefährdet (Least Concern).

## Etymologie und Forschungsgeschichte
Die Erstbeschreibung des Kurzschwanzbussards erfolgte 1816 durch Louis Pierre Vieillot unter dem wissenschaftlichen Namen Buteo brachyurus. Das Typusexemplar befand sich im Muséum national d’histoire naturelle Vieillot war der Sammelort nicht bekannt. 1799 führte Bernard Germain Lacépède die für die Wissenschaft neue Gattung Buteo ein. Dieser Begriff geht vermutlich auf Falco buteo Linnaeus, 1758 zurück und leitet sich lateinisch buteo, buteonis ‚Bussard‘ ab. Der Artname brachyurus hat seinen Ursprung in βραχυς brakhus für kurz und -ουρος, ουρα -ouros, oura für -schwänzig, Schwanz. Fuliginosus leitet sich von lateinisch fuliginosus, fuligo, fuliginis ‚rußig, mit Ruß bedeckt, Ruß‘ ab. Alfred Laubmann  ordnete die Art als Buteola brachyura ein. Für Paraguay sah er in Eleanus amauroleucus Bertoni, W, 1901 aus dem Departamento Alto Paraná den einzigen Nachweis für das Land. Bertonis Name wird heute als Synonym zur Nominatform betrachtet. Amauroleucus ist ein Wortgebilde aus αμαυρος amauros für dunkel, obskur und λευκος leukos für weiß.